# アンヌ・ケフェレック
アンヌ・ケフェレック（Anne Queffélec, 1948年1月17日 - ）は、パリ生まれのフランスのピアニスト。

## 経歴
父親は作家のアンリ・ケフェレック（Henri Queffélec）。弟ヤン・ケフェレック（Yann Queffélec）も有名な作家であり、その妻のブリジット・エンゲラーは義妹。5歳でピアノの演奏を始め、1964年にパリ音楽院に入学。1965年にピアノで、1966年には室内楽でそれぞれプルミエ・プリ（1等賞）をとる。
その後、パウル・バドゥラ＝スコダ、イェルク・デームス、アルフレート・ブレンデルに師事し、1968年にはミュンヘン国際音楽コンクールで優勝した。翌年の1969年には、リーズ国際ピアノ・コンクールにて第5位に入賞（その年の優勝者はラドゥ・ルプであった）。それ以後も、国際舞台の中心で演奏をつづけ、経歴を重ねる。
ソロのコンサート・ピアニストとして有名であるばかりではなく、室内楽の分野でもよく知られている。彼女と共演したのは、カトリーヌ・コラール、ピエール・アモイヤル、フレデリック・ロデオン（Fréderic Lodéon）、イモージェン・クーパーなどである。
ヴァージン、エラート、ambroisieなどに録音も少なくない。1990年にはヴィクトワール・ドゥ・ラ・ミュジク（フランス音楽業界賞）で年間最優秀演奏家賞を受賞。

## 備考
- 映画『アマデウス』の音楽で、ピアノ協奏曲の独奏を担当している。指揮はネヴィル・マリナー。